# Condado de Pickens (Carolina do Sul)
O Condado de Pickens é um dos 46 condados do Estado americano da Carolina do Sul. A sede do condado é Pickens, e sua maior cidade é Easley. O condado possui uma área de 1 326 km² (dos quais 39 km² estão cobertos por água), uma população de 110 757 habitantes, e uma densidade populacional de 86 hab/km² (segundo o censo nacional de 2000). O condado foi fundado em 1825.